# Aspach-le-Bas
Aspach-le-Bas (en alsacià Neederàschbàch) és un municipi francès, situat a la regió del Gran Est, al departament de l'Alt Rin. L'any 2008 tenia 1.150 habitants.

## Demografia
| 1962 | 1968 | 1975 | 1982 | 1990 | 1999  |
| ---- | ---- | ---- | ---- | ---- | ----- |
| 509  | 518  | 655  | 746  | 869  | 1.080 |

## Administració
| Període | Identitat         | Partit |
| ------- | ----------------- | ------ |
| 2001-   | Georges Kauffmann | UMP    |